# Protestas en Rumania de 2017-2019
Las protestas en Rumania de 2017 fueron una serie de eventos civiles que provocados el 18 de enero del 2017 por la introducción de un decreto por la reducción de condena de algunos de presos, especialmente en los casos de abuso de poder. Esto ha generado temores en la población con la política complaciente a favor de la corrupción, incluyendo la voluntad de no perseguir a Liviu Dragnea a la cabeza del Partido Socialdemócrata.  Tras la firma de este decreto cientos de miles de personas protestaban en la primera semana de febrero de 2017. Después de esto, el gobierno derogó el decreto el 4 de febrero de 2017.

## Detalles
A pesar de las reacciones negativas de ambas instituciones judiciales y el público, el gobierno aprobó recientemente en secreto, una orden que modifica el Código Penal y el Código de Procedimiento Penal durante la noche de 31 de enero de 2017.
Los opositores levantaron acusaciones de que el decreto era la despenalización de los delitos de corrupción gubernamental y para ayudar a cientos de políticos actuales y anteriores escapar de las investigaciones criminales o sentencias de prisión en curso. Inmediatamente después de que se anunció que el decreto fue aprobado, más de 25.000 personas se manifestaron esa noche. Las protestas aumentaron el día siguiente a más de 300.000 personas en todo el país, por las que han sido las mayores protestas desde el caída del comunismo.
Las protestas han continuado desde entonces y alcanzó su punto máximo el 5 de febrero, cuando entre 500.000 y 600.000 personas se manifestaron en todo el país, lo que la convierte en la más concurrida en la historia de Rumania.